# Верлинский, Александр Леонардович
Алекса́ндр Леона́рдович Верлинский (род. 22 апреля 1959, Ленинград) — российский филолог-классик, доктор филологических наук (2008, диссертация «Античные теории возникновения языка»), профессор кафедры классической филологии Санкт-Петербургского государственного университета. Автор более 120 научных и учебно-методических публикаций.

## Публикации
- Утопический фрагмент Диогена из Эноанды // Тезисы научных докладов конференции, посвященной 90-летию А. И. Доватура (Доватуровские чтения). Л., ЛО ИРИ АН, 1987, с. 8-9.
- Русские писатели 1800—1917. Биографический словарь Т. 1 М., Советская Энциклопедия, 1989 (архивное обеспечение, участие в написании статей). (2 п.л.)
- Первобытная стагнация в античных теориях //Античное общество. Проблемы истории и культуры. Тез. докл. науч. конф. 9-11 марта 1995 г. СПб., СпбГУ, ист. ф-т., 1995, с. 53-56.
- Материалы XXXIII международной филологической конференции (СПбГУ, филологический факультет). Вып. 4. Классическая филология. Методика преподавания древних языков. СПб, 2004. 1, 9 а.л. (отв. ред.).
- Epicurus and his Predecessors on the Origin of Language // Language and Learning: Proceedings of the 9th Symposium Hellenisticum. Ed. by D. Frede and B. Inwood, Cambridge, Cambridge University Press, 2005. P. 56-100.
- Верлинский А. Л. Античные учения о возникновении языка. СПб: Изд-во Санкт-Петербургского государственного университета, 2006. 410 с.
- Верлинский А. Л. Греческий атомизм и алфавитное письмо: несколько замечаний // Вопросы философии. — 2014. — №. 6. — С. 71-88.